# Liste du patrimoine mondial en république du Congo
Cet article recense les sites inscrits au patrimoine mondial en république du Congo.

## Statistiques
La république du Congo (nommée simplement « Congo » par l'UNESCO) ratifie la Convention pour la protection du patrimoine mondial, culturel et naturel le 10 décembre 1987. Le premier site protégé est inscrit en 2012, lors de la 36e session du Comité du patrimoine mondial.
En 2023, la République du Congo compte deux sites inscrits au patrimoine mondial, tous deux de type naturel.
Le pays a également soumis 3 sites sur sa liste indicative, 2 culturels et 1 naturel.

## Listes

### Patrimoine mondial
Les sites congolais suivants sont inscrits au patrimoine mondial.
| Id.  | Site                             | Département   | Critères et notes                                                                               | Date | Superficie (ha) | Coordonnées                      | Illus. |
| ---- | -------------------------------- | ------------- | ----------------------------------------------------------------------------------------------- | ---- | --------------- | -------------------------------- | ------ |
| 692  | Massif Forestier d'Odzala-Kokoua | Cuvette-Ouest | Naturel, (ix), (x)                                                                              | 2023 | 1 179 376       | 1° 20′ 10″ nord, 14° 51′ 36″ est |        |
| 1380 | Trinational de la Sangha         | Sangha        | Naturel, (ix), (x) Site transfrontalier commun avec le Cameroun et la République centrafricaine | 2012 | 746 309         | 2° 36′ 32″ nord, 16° 33′ 14″ est |        |

### Liste indicative

#### Sites actuels
Les sites suivants sont inscrits en 2023 sur la liste indicative du pays.
| Id.  | Site                                              | Département | Critères et notes   | Date | Coordonnées                     | Illus. |
| ---- | ------------------------------------------------- | ----------- | ------------------- | ---- | ------------------------------- | ------ |
| 5373 | Ancien port d'embarquement des esclaves de Loango | Kouilou     | Culturel, (vi)      | 2008 | 3° 18′ 00″ sud, 11° 49′ 01″ est |        |
| 5374 | Domaine royal de Mbé                              | Pool        | Culturel, (v), (vi) | 2008 | 3° 18′ 00″ sud, 15° 52′ 59″ est |        |
| 5375 | Parc national de Conkouati-Douli                  | Kouilou     | Naturel, (ix), (x)  | 2008 | 3° 58′ 59″ sud, 11° 19′ 01″ est |        |

#### Anciens sites
La république du Congo a soumis, en 1987, plusieurs sites sur sa liste indicative, mais les en a ensuite retirés sans qu'ils conduisent à une inscription.
| Site                                  | Notes | Coordonnées                 | Illus. |
| ------------------------------------- | ----- | --------------------------- | ------ |
| Basilique Sainte-Anne-du-Congo        |       | 4° 16′ 05″ S, 15° 17′ 06″ E |        |
| Église de Lounzolo                    |       | 4° 25′ 01″ S, 15° 06′ 43″ E |        |
| Gorges de Diosso et habitats associés |       | 4° 38′ 42″ S, 11° 50′ 06″ E |        |
| Palais royal Mâ-Loango                |       | 4° 39′ 22″ S, 11° 48′ 40″ E |        |
| Site archéologique de Bittori         |       |                             |        |

### Critères
1. 1 2 3  « Être des exemples éminemment représentatifs de processus écologiques et biologiques en cours dans l'évolution et le développement des écosystèmes et communautés de plantes et d'animaux terrestres, aquatiques, côtiers et marins. »
2. 1 2 3  « Contenir les habitats naturels les plus représentatifs et les plus importants pour la conservation in situ de la diversité biologique, y compris ceux où survivent des espèces menacées ayant une valeur universelle exceptionnelle du point de vue de la science ou de la conservation. »
3. 1 2  « Être directement ou matériellement associé à des événements ou des traditions vivantes, des idées, des croyances ou des œuvres artistiques et littéraires ayant une signification universelle exceptionnelle. »
4. ↑  « Être un exemple éminent d'établissement humain traditionnel, de l'utilisation traditionnelle du territoire ou de la mer, qui soit représentatif d'une culture (ou de cultures), ou de l'interaction humaine avec l'environnement, spécialement quand celui-ci est devenu vulnérable sous l'impact d'une mutation irréversible. »